# Зезе, Натан
Ната́н Зезе́ (фр. Nathan Zézé; род. 18 июня 2005, Нант, метрополия Франции) — французский футболист ивуарийского происхождения, защитник клуба «Неом».

## Клубная карьера
Зезе — воспитанник клуба «Нант». 7 января 2023 года в поединке Кубка Франции против «Вира» Натан дебютировал за основной состав. 15 января в матче против «Монпелье» он дебютировал в Лиге 1.